# Chris Webber
Chris Webber, właściwie Mayce Edward Christopher Webber III (ur. 1 marca 1973 w Detroit) – amerykański koszykarz występujący w latach 1993–2008, w lidze NBA. Aktualnie komentator NBA w stacji TNT.
W 1991 wystąpił w meczu gwiazd amerykańskich szkół średnich - McDonald’s All-American.

## Uczelnia
Na uniwersytecie Michigan występował min. z zawodnikami NBA – Juwanem Howardem i Jalenem Rose. Dwa razy udało mu się awansować do finału NCAA, jednak finały te były przegrane. W finale z 1993 roku, kiedy 11 sekund przed końcem spotkania przy prowadzeniu rywali dwoma punktami poprosił o czas. Michigan nie miał już możliwości skorzystania z przerwy i sędziowie odgwizdali przewinienie techniczne. Michigan przegrało. Na uniwersytecie zdobywał średnio 17,4 punktu i 10 zbiórek w meczu.

## Kariera w NBA
Został wybrany z numerem pierwszym draftu 1993. Jego Golden State Warriors wygrało 50 spotkań w sezonie regularnym i awansowało do play-offów. Spośród debiutantów był najlepszym zbierającym. 21-letni wówczas Webber został najmłodszym w historii zawodnikiem, który otrzymał nagrodę NBA Rookie of the Year Award. Został również wybrany do najlepszej piątki debiutantów. W swoim pierwszym sezonie osiągnął już triple-double notując 22 punkty, 12 zbiórek i 12 asyst w spotkaniu przeciw Los Angeles Clippers.
W następnym roku stał się bohaterem skandalu kiedy wpadł w konflikt z trenerem Donem Nelsonem i nie stawił się na obozie przedsezonowym. Stał się wolnym agentem. Po Webbera zgłosiła się drużyna Washington Bullets. W sezonie 1995/96 zagrał tylko w 15 spotkaniach z powodu urazu ramienia.
W kolejnym sezonie Bullets awansowali do play-offów po raz pierwszy od 9 lat. Był najlepszym punktującym, zbierającym i blokującym drużyny. Po raz pierwszy w karierze wybrany do NBA All-Star Game. W trakcie tego sezonu dwa razy udało mu się zdobyć triple-double – oba przeciwko swojemu byłemu klubowi – Golden State Warriors. 14 maja 1998 został sprzedany do Sacramento Kings.
W nowej drużynie zadebiutował zdobywając 20 punktów i 12 zbiórek przeciw San Antonio Spurs. W swoim pierwszym sezonie gry w Kings był najlepszym zbierającym ligi. W roku 2000 wybrano go do Trzeciej Piątki NBA.
Jego najlepszy sezon w karierze to sezon 2000/01. Wybrany został do Najlepszej Piątki w lidze. Był 6 strzelcem ligi i 7 zbierającym. Przeciwko Houston Rockets zdobył czternaste triple-double w karierze. W spotkaniu z New York Knicks zdobył swój 10 000. punkt w karierze. Mecz życia zagrał przeciwko Indianie Pacers. Zdobył 51 punktów i 26 zbiórek.
W kolejnym sezonie opuścił 20 spotkań z powodu urazu kostki. Średnio zdobywał ponad 24 punkty i 10 zbiórek. W drugim meczu Półfinałów Konferencji Zachodniej 2003 przeciwko Dallas Mavericks odniósł kontuzję kolana, która wstrzymała jego karierę na prawie rok. W sezonie 2003/04 wystąpił w 23 meczach. W całym sezonie „C-Webb” zdobywał 18,7 punktów na mecz. W siódmym meczu Półfinałów Konferencji przeciwko Minnesota Timberwolves, spudłował rzut za 3 w ostatniej sekundzie meczu, który dałby Kings dogrywkę. W kolejnym sezonie kontuzje już go omijały. Mimo to został oddany do Philadelphii. Przez długi czas nie mógł znaleźć z nowymi kolegami wspólnego języka. Zdobywał około 15 punktów, 8 zbiórek i 3 asyst.
W następnym sezonie 2005/06, swoim pierwszym, pełnym w barwach Sixers, zdobywał 20,2 punktu i 9.9 zbiórki na mecz. Grał średnio przez około 38 minut, najwięcej od 5 lat, i 38 razy zanotował double-double. W dwóch spotkaniach zanotował ponad 20 zbiórek.
W styczniu 2007 władze 76ers zdecydowały się wykupić kontrakt Webbera i zwolnić go z klubu. 16 stycznia podpisał kontrakt z Detroit Pistons. W lutym Pistons wygrali 10 z 11 meczów i zostali liderem Konferencji Wschodniej. Grając w Pistons Webber zdobywał średnio 11,3 punktów na mecz.
W następnym sezonie, gdy Webberowi skończył się kontrakt z Detroit Pistons, podpisał umowę z Golden State Warriors. Wystąpił jednak w zaledwie 9 meczach, spędzając średnio 14 minut na parkiecie i zdobywając 3,9 punktu.
25 marca 2008 roku oficjalnie zakończył swoją karierę koszykarską z powodu ciągłych problemów z operowanym kolanem.

## Praca w telewizji
W 2002 wystąpił w filmie Magiczne buty.
Chris Webber pierwszy raz wystąpił w telewizji jako komentator 27 marca 2008 roku w programie Inside the NBA na stacji TNT, gdzie gościnnie obok Charlesa Barkleya i Ernie Johnsona opisywał aktualne wydarzenia w lidze. 25 kwietnia 2008 roku stacja TNT oficjalnie zatrudniła Webbera, od tego czasu regularnie występuje na antenie, komentuje też na żywo ważne wydarzenia, między innymi NBA All-Star Weekend 2009.

## Osiągnięcia i rekordy

### Osiągnięcia
NCAA
- 2-krotny finalista NCAA (1992, 1993)[3]
- Wybrany do I składu:
  - All-American (1993)[4]
  - turnieju NCAA (1992, 1993)[5]
- Najlepszy pierwszoroczny zawodnik:
  - NCAA według USBWA (1992)[6]
  - konferencji Big 10 (1992)[7]

NBA
- 5-krotnie wybierany do udziału w meczu gwiazd NBA (1997[a], 2000–2003)[9]. Z powodu kontuzji nie wystąpił w 2003 roku.
- Wybrany do:
  - I składu:
    - NBA (2001)[10]
    - debiutantów NBA (1994)[11]

  - II składu NBA (1999, 2002, 2003)[10]
  - III składu NBA (2000)[10]
- Debiutant roku NBA (1994)[12]
- Lider NBA w zbiórkach (1999)[13]
- Uczestnik meczu debiutantów (1994)[14]
- Klub Sacramento Kings zastrzegł należący do niego w numer 4[15]